# 卓贞任
卓贞任（韓語：탁정임，1967年3月4日—），韩国女子击剑运动员。她曾参加1988年夏季奥运会女子花剑个人和团体比赛，还曾获得1990年亚洲运动会女子花剑个人金牌。